# Бичинска джамия
Бичинската джамия (на македонска литературна норма: Бичинска џамија) е средновековен мюсюлмански храм, намиращ се в град Кичево, Северна Македония.
Джамията, издигната в 1420 година, е най-старата сигурно датирана османска религиозна сграда в града. Построена е в присъединеното към града село Бичинци, разположено източно от хълма Китино кале.